# Celosia splendens
Celosia splendens är en amarantväxtart som beskrevs av Heinrich Christian Friedrich Schumacher och Peter Thonning. Celosia splendens ingår i släktet celosior, och familjen amarantväxter. Inga underarter finns listade i Catalogue of Life.